# Эванс, Сара
Сара Линн Эванс (родилась 5 февраля 1971 года, Нью-Франклин, штат Миссури, США) — американская кантри певица и композитор.

## Карьера
Эванс начала карьеру в конце девяностых, и в конечном счете добилась успеха, с пятью синглами, поднявшимися на вершины чартов Billboard: «No Place That Far» (1998), «Born to Fly» (2000), «Suds in the Bucket» (2004), «A Real Fine Place to Start» и «A Little Bit Stronger» (2010). Её альбом 2000 года Born to Fly стал прорывным в её карьере, и был сертифицирован как дважды платиновый, с продажами более 2 млн. копий.

## Личная жизнь
С 1993 по 2007 год была замужем за политиком Крэйгом Шельске. У них трое детей: Эйвери Джек (р. 1999), Оливия Маргарет (р. 2003) и Одри Елизавета (р. 2004). В 2008 году вышла замуж за Джея Баркера.

## Дискография
- 1997: Three Chords and the Truth
- 1998: No Place That Far
- 2000: Born to Fly
- 2003: Restless
- 2005: Real Fine Place
- 2007: Greatest Hits
- 2011: Stronger[5]
- 2011: Slow Me Down
- 2014: At Christmas
- 2017: Words